# NOESY
NOESY (Nuclear Overhauser enhancement spectroscopy) är ett experiment inom kärnmagnetisk resonans som framför allt används för att mäta avstånd mellan atomkärnor inom en molekyl. Experimentet bygger på att magnetisering kan överföras mellan två atomkärnor som sitter tillräckligt nära varandra (< 5 Å).
Praktiskt kan experimentet i sin enklaste form skrivas som
{\displaystyle 90(x)-t_{1}-90(x)-t_{mix}-90(x)-t_{2}}
där 90(x) står för en 90-graderspuls av fas x, t1 är en inkrementerad period där kemiska skiftet för en atomkärna registreras, tmix är den period då magnetiseringen delvis överförs till en närliggande kärna, vars kemiska skift registreras under perioden t2.
Fouriertransformering ger ett spektrum med diagonaltoppar med magnetisering som inte förts över samt korstoppar som representerar överförd magnetisering mellan de två kärnorna. Intensiteten på korstopparna är, under antaganden som utesluter spinndiffusion och andra mer komplicerade överföringsvägar, proportionell mot inversen på avståndet mellan atomkärnorna upphöjt till sex.